# Marie-Hélène Lefaucheux
Pour les articles homonymes, voir Lefaucheux.
Marie-Hélène Lefaucheux, née Postel-Vinay le 26 février 1904 à Paris (Seine) et morte le 25 février 1964 — dans un accident d'avion — au lac Pontchartrain (États-Unis), est une femme politique française.

## Biographie
Marie-Hélène Postel-Vinay est la fille de Marcel Postel-Vinay (1876-1953), polytechnicien et ingénieur civil, et de Madeleine Delombre (1878-1966). Elle est la petite-fille d'André Étienne Postel-Vinay (1849-1933), ingénieur civil, et du ministre Paul Delombre.
Elle est l'aînée d'une fratrie de 4 enfants. Elle a 3 frères : Francis (1906-1993), polytechnicien et P-DG de la société Applevage, André (1911-2007), haut-fonctionnaire, secrétaire d’État, inspecteur général des finances et compagnon de la Libération, Roger (1919-1940), polytechnicien et mort pour la France lors de la bataille de France.
Marie-Hélène reçoit une éducation musicale et s'inscrit à l'École du Louvre avant de passer le concours de l'École libre des sciences politiques. 

### Résistante
Elle a un rôle actif dans la Résistance dès octobre 1940.

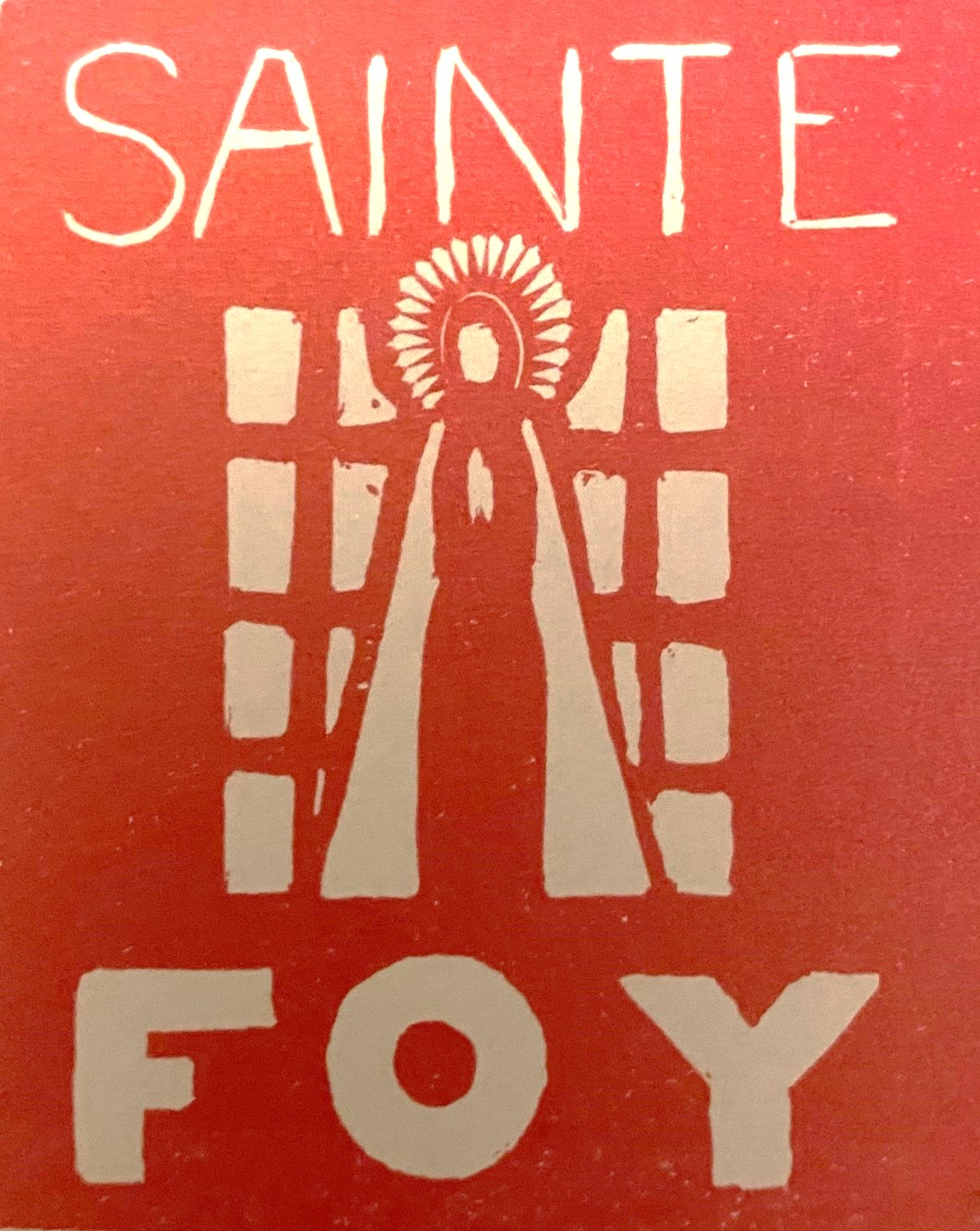
Étiquette de l'Œuvre Sainte-Foy.

Au printemps 1942, avec Yvonne Baratte, elle fonde l'Œuvre Sainte-Foy (service social de la Résistance), destinée à aider les prisonniers, dont sainte Foy est la patronne,. L'association fournit des colis aux prisonniers civils de l'occupant allemand, c'est-à-dire les résistants français,. Cette œuvre de charité chrétienne va jusqu'à livrer plus de 1 000 colis anonymes par mois aux prisons franciliennes des Allemands (Fresnes, la Santé, Romainville) en 1944. Par ces actions officielles, elles établissent un système de communication entre les détenus des prisons parisiennes et l'extérieur.
Elle est vice-présidente du Comité des œuvres sociales de la Résistance (COSOR) qui centralise toutes les actions de solidarité des organisations de Résistance sous l'égide du Conseil National de la Résistance (CNR).
Elle préside la section féminine du mouvement de résistance « Organisation civile et militaire » (OCM).
Elle aide notamment son frère, André Postel-Vinay. Elle est liée à Philippe et Hélène Viannay, et cache celle-ci pendant sa fuite après un coup de filet ayant visé le réseau Défense de la France.
Elle fait partie de la direction clandestine du Comité parisien de la Libération, en tant que représentante de l'OCM.

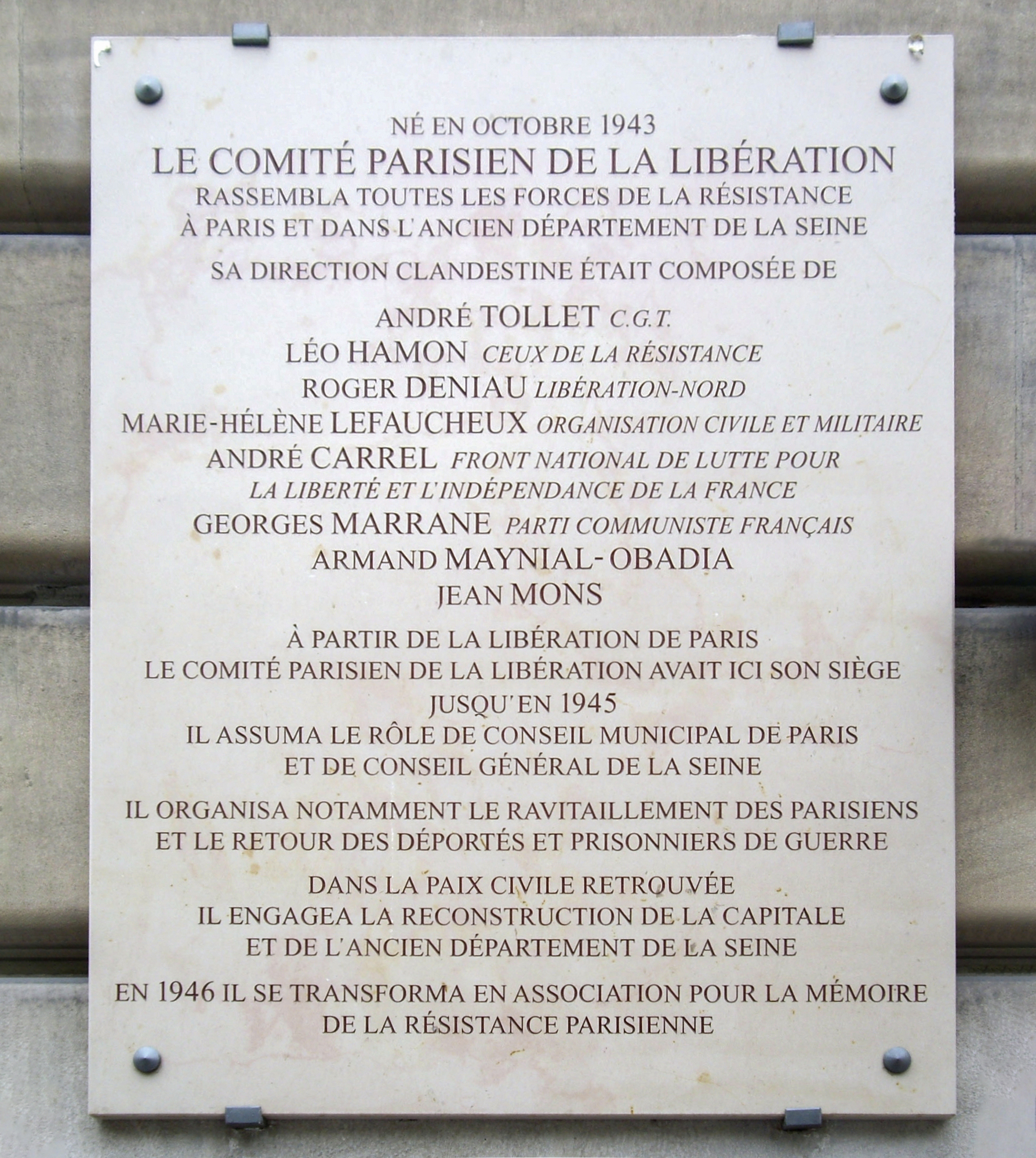
Plaque en mémoire du Comité parisien de la Libération au no 3 de le rue du Château-d'Eau à Paris.

### Élue
En 1945, elle devient membre du conseil général de la Seine et du conseil municipal de Paris.
Élue députée MPR de l'Aisne en 1945, elle compte parmi les premières femmes députées de l'histoire française. Elle est désignée par l'Assemblée nationale en 1946 pour siéger au Conseil de la République (MRP). Elle n'y reste qu'une session puis démissionne de son mandat en 1947 pour rejoindre l'Assemblée de l'Union française dont elle devient vice-présidente en 1950.

### Responsabilités internationales
Elle est présidente à la Commission de la condition de la femme de l'ONU entre 1946 et 1952. Sous son impulsion, le droit international des femmes prend une importance croissante, et est progressivement transcrit dans les législations nationales des États membres de l'ONU. 
Avec Jane Vialle et Juliette Kopp, elle fonde en 1948 l'Association des femmes de l'Union française. Par ailleurs, elle fut vice-présidente puis présidente du Conseil international des femmes entre 1957 et 1963.
Marie-Hélène Lefaucheux meurt en 1964 dans un accident d'avion.

## Vie privée
Elle épouse en 1925 Pierre Lefaucheux, qui sera fait Compagnon de la Libération en tant que chef des FFI de la région parisienne au printemps 1944 et deviendra le président directeur général de la régie Renault à la Libération.

## Hommage public
La rue Marie-Hélène-Lefaucheux lui rend hommage dans le 19e arrondissement de Paris depuis 2013.

## Distinctions
- Chevalier de la Légion d'honneur (1947)[12]
- Croix de guerre 1939-1945, palme de bronze (1947)[12]
- Médaille de la Résistance française avec rosette (décret du 24 avril 1946)[13]
- Croix du combattant volontaire de la Résistance[9]